# Jonathan Mayhew
Jonathan Mayhew (8 de octubre de 1720-9 de julio de 1766) fue un destacado estadounidense  Ministro congregacional en Old West Church, Boston, Massachusetts.

## Primeros años
Mayhew nació en Martha's Vineyard, siendo el quinto descendiente de  Thomas Mayhew (1592-1682), uno de los primeros colonos y concesionario (1641) de Martha's Vineyard y las islas adyacentes. Thomas Mayhew, Jr. (1622-1657), su hijo de él, John (m. 1689), y el hijo de John, Experience Mayhew (1673-1758), estaban activos como misioneros entre los indios de Marthas Vineyard y sus alrededores.
Mayhew se graduó de Harvard College en 1744 y en 1749 recibió el título de D.D. de la Universidad de Aberdeen. Entonces tenía tantos puntos de vistas liberales en teología que cuando iba a ser ordenado ministro de la West Church en Boston en 1747, solo dos ministros asistieron al primer concilio llamado a la ordenación, y era necesario convocar un segundo concilio. La predicación de Mayhew hizo de él y su iglesia prácticamente la primera  Unitaria Iglesia congregacional en Nueva Inglaterra, aunque nunca fue oficialmente unitaria. He predicado la estricta unidad de Dios, la naturaleza subordinada de Cristo y la salvación por carácter.

## Puntos de vista políticos
En política, Mayhew se opuso amargamente a la Ley del Sello de 1765, e instó a la necesidad de la unión (o comunión) colonial para asegurar las libertades coloniales. Fue famoso, en parte, por sus sermones electorales de 1750 y 1754 que defendían los derechos estadounidenses: la causa de la libertad y el derecho y el deber de resistir la tiranía; otros sermones famosos incluyeron "The Snare Broken", 1766. Sus sermones y escritos fueron una poderosa influencia en el desarrollo del movimiento por la libertad y la independencia.

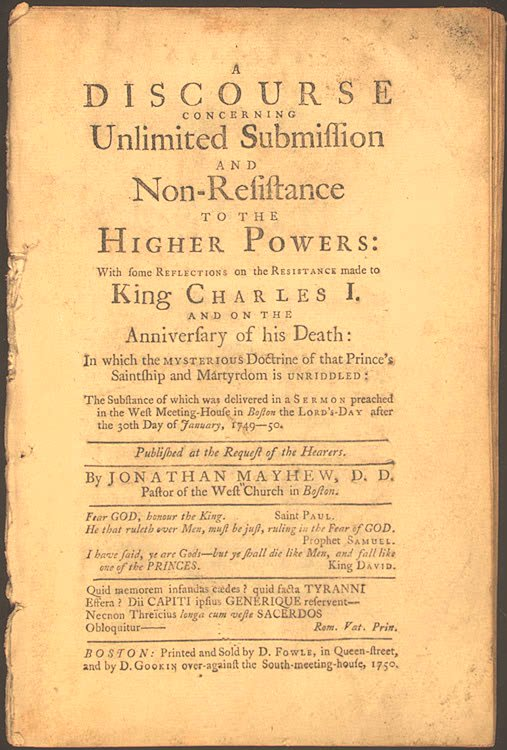
Discurso sobre la sumisión ilimitada

El alcance de su sentimiento político se puede ver en su Discurso sobre la sumisión ilimitada (Texto completo), un sermón pronunciado en el centenario de la ejecución de  Carlos I (30 de enero de 1649/50). Mayhew, que se opuso vigorosamente a los recientes esfuerzos por presentar a Carlos como un monarca mártir, comenzó con observaciones sobre la antigüedad de las libertades inglesas. La  Constitución en inglés, afirmó, "es original y esencialmente libre". Fuentes romanas, como la confiable Tácito, dejaron en claro que "los antiguos británicos... estaban extremadamente celosos de sus libertades". Los monarcas de Inglaterra originalmente ocuparon su trono "únicamente por concesión del parlamento", por lo que los antiguos reyes ingleses gobernaron "por el consentimiento voluntario del pueblo". Después de cuarenta páginas de tal discurso histórico, Mayhew llegó a su punto principal: la justicia esencial de la ejecución de un rey inglés (regicidio) cuando infringió demasiado las libertades británicas.
El vigor del sermón de Mayhew estableció su reputación. Fue publicado no solo en Boston, sino también en Londres en 1752 y nuevamente en 1767. En Boston, John Adams recordó mucho después que el sermón de Mayhew, "fue leído por todos". Algunos dirían más tarde que este sermón fue la primera andanada de la Revolución Americana, que establece la justificación intelectual y bíblica de la rebelión contra la Corona.

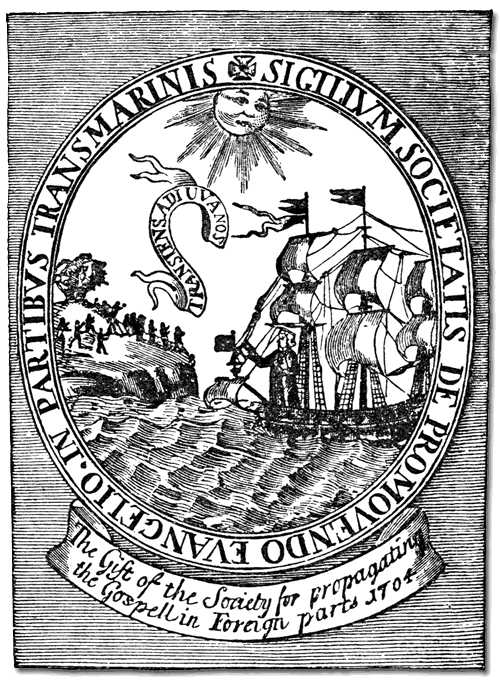
Sello de la Sociedad para la Propagación del Evangelio en el Extranjero

En 1763 dirigió su atención a la Sociedad para la Propagación del Evangelio, una rama de la Iglesia de Inglaterra establecida "para enviar sacerdotes y maestros de escuela a América para ayudar a proporcionar el ministerio de la Iglesia a los colonos". Sus "Observaciones sobre la Carta y la Conducta de la Sociedad para la Propagación del Evangelio en el Extranjero" se publicaron en Boston y Londres y suscitaron una oposición considerable en Inglaterra y América; Thomas Secker, entonces arzobispo de Canterbury, escribió una "Respuesta" el año siguiente.
En 1765, con la nueva provocación de la Ley del Timbre, Mayhew pronunció otro conmovedor sermón sobre las virtudes de la libertad y la iniquidad de la tiranía. La esencia de la esclavitud, anunció, consiste en la sujeción a otros: "ya sean muchos, pocos o uno, no importa". El día después de su sermón, una turba de Boston atacó la casa de Thomas Hutchinson, y muchos pensaron que Mayhew era el responsable.
Mayhew fue Conferencias Dudleianas en Harvard en 1765. Murió en julio de 1766.
Un cuarto de siglo después de su muerte, se pronunciaron las siguientes líneas en el discurso de graduación de Harvard de 1792:
```
 Mientras Gran Bretaña reclama por leyes nuestro derecho a liderar,
  Y la fe estaba encadenada por el credo de un fanático.
  Entonces la libertad mental primero desplegó su poder
  y llamó a MAYHEW en ayuda de la religión.
  Por esta gran verdad, condujo con valentía la camioneta,
  Ese juicio privado era el derecho del hombre.
[
1
]
```